# 일본 축구 협회
일본 축구 협회(日本サッカー協会 니혼 삿카 쿄카이[*] 영어: Japan Football Association JFA)는 일본의 축구 협회이다.

## 연혁
- 1921년 9월 10일: 대일본 축구 협회(大日本蹴球協会) 창단.
- 1925년 3월: 대일본 체육 협회(大日本体育協会, 현재의 일본 체육 협회) 가맹.
- 1929년 5월 17일: 국제 축구 연맹(FIFA) 가입.
- 1942년 4월: 대일본 체육 협회가 전쟁 상황 악화를 이유로 재단법인 대일본 체육회로 재편성됨. 이에 따라 대일본 체육회 축구부회로 편입되면서 일시 소멸됨.
- 1945년 11월 13일: 제2차 세계 대전 이후에 국제 축구 연맹(FIFA)으로부터 자격 정지 처분을 받음.
- 1947년 4월 1일: 일본 축구 협회(日本蹴球協会)로 명칭 변경.
- 1950년 9월 23일: 국제 축구 연맹(FIFA) 재가입.
- 1954년 5월 8일: 아시아 축구 연맹(AFC) 창립 회원국의 일원으로 가입.
- 1974년 8월 31일: 축구 협회의 일본어 명칭을 현재와 같은 명칭(日本サッカー協会)으로 변경.

## 과거조직
타시마 코조 2010~2016 까지 일본 축구협회 부회장으로 있었다가 추후 2016~2024 까지 일본축구협회의 회장으로 임명되었다. 또한 여담이지만 2016년 일본축구협회가 새롭게 로고를 변경했을때 2018년 일본 엠블럼이 변경이 되었을때 동시에 취임된 인물중 하나이다. 그리고 오늘날 일본축구협회에 몸담가 부회장과 회장을 하여 일본의 16강 업적을 3번이나 달성시킨 레전드 인물 이기도 하다. 물론 로고 변경과 엠블럼 변경이 동시에 이뤄진 회장 자리에서 2연속 16강을 달성한 협회회장이다. 그가 부회장이었을 당시에는 로고 변경이 없었고 16강이 1번 있었다.
부회장 시기
2010(16강 9위)
축협 로고 변경과 엠블럼 변경이 동시에 이루어진 상태에서 회장으로 당선된후 일본감독 선임
이 회장으로 당선된 일본 감독 모리야스 하지메는 (2018년 니시노 아키라 감독 지위아래 메이저로 취임되어 16강 15위 기록 즉 감독 매니저로써 16강을 기록) 추후 니시노 아키라 감독이 16강 15위로 짐싸고 떠나자 모리야스 하지메는 당시 전임감독 아래 메니저로써의 16강의 가치를 이어받고 후에 감독이 되어 2022 16강 9위 라는 대성적을 달성 이 두감독을 선임한건 타시마 코조

## 현조직
현재 미야모토 쓰네야스 (ja:宮本恒靖) 2024~ 회장이 취임
선임한 감독
2018년 당시 메니저로써 16강 15위 2022년 당시 감독으로써 16강 9위를 달성하며 현재 계약을 연장한 2026년 월드컵 우승을 바라보고 있는 모리야스 하지메 변함없는 감독 유치

## 같이 보기
- 일본 축구 국가대표팀
- 일본 U-23 축구 국가대표팀
- 일본 U-20 축구 국가대표팀
- 일본 U-17 축구 국가대표팀
- 일본 여자 축구 국가대표팀
- 일본 여자 U-20 축구 국가대표팀
- 일본 여자 U-17 축구 국가대표팀